# 矽藻土

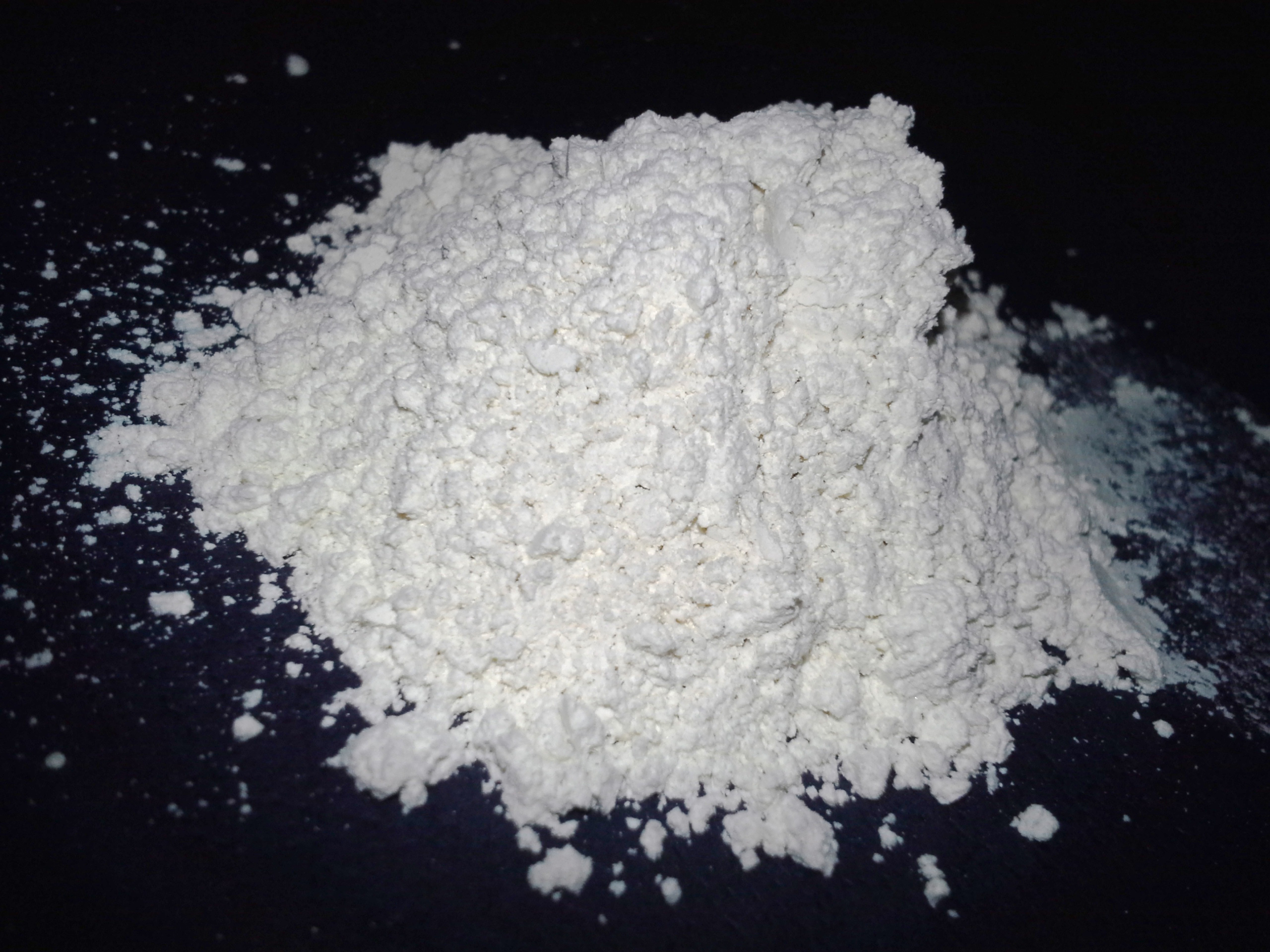
食品级硅藻土样本

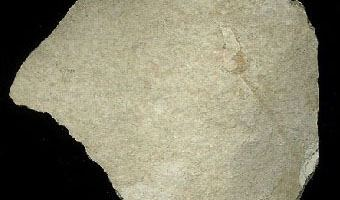
矽藻土的樣本

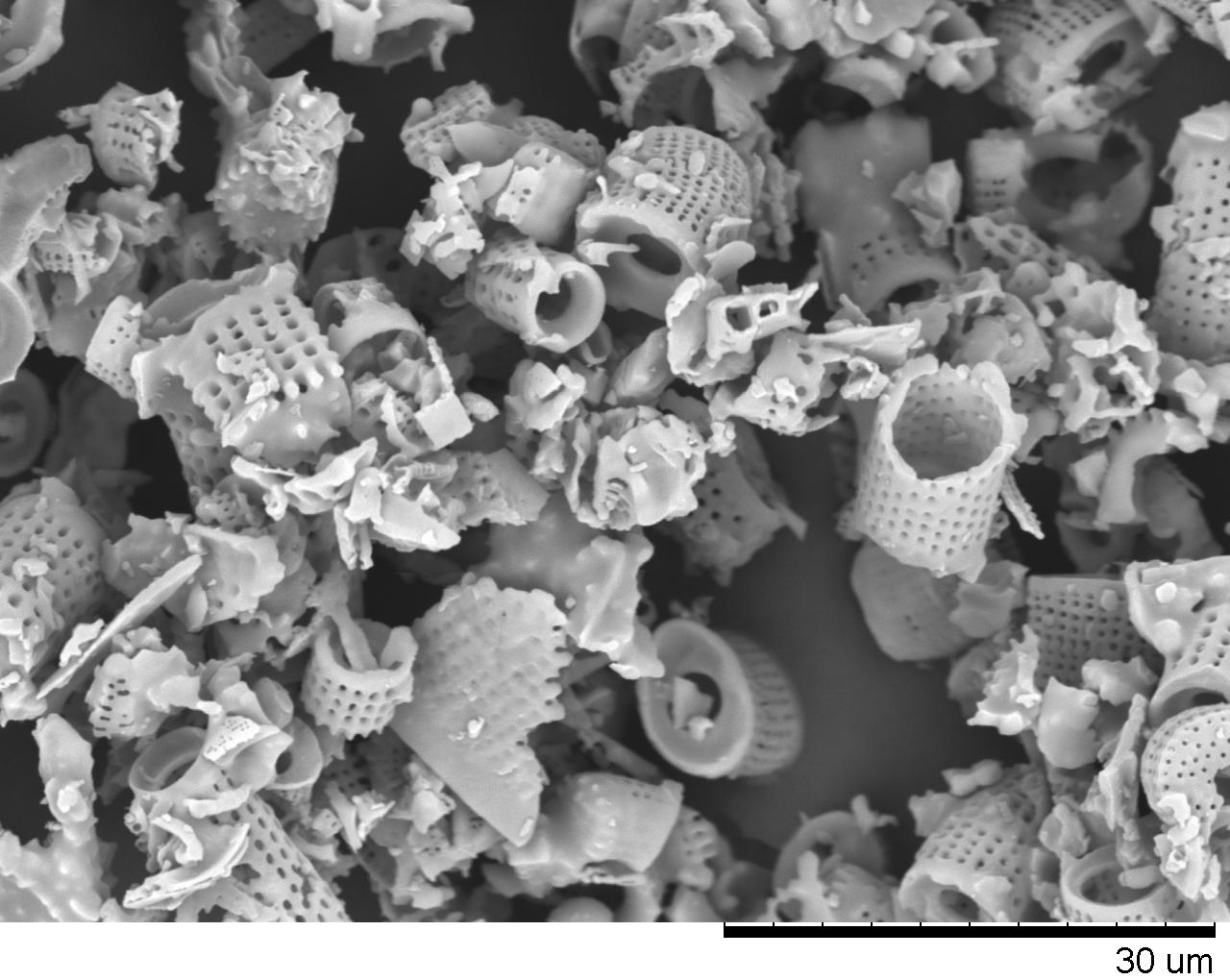
硅藻土的电子显微镜照片

矽藻土（英語：Diatomaceous earth）是一種生物化学沉積岩；由矽藻的细胞壁沉积而成；淡黄色或浅灰色，质地軟而轻，可輕易的磨成粉末；密度低、多孔隙、有粗糙感，有极强的吸水性。烘箱干燥的矽藻土的典型的化学组成为80〜90％的二氧化矽、2〜4％的氧化铝（归因大多以粘土矿物）和0.5～2％的铁氧化物。
矽藻土是热、声和电的不良导体，因此可作轻质、绝缘、隔音材料；又用作游泳池的過濾物質、打磨物質、液體的吸附物、阿爾弗雷德·諾貝爾所發明硝化甘油炸藥中硝化甘油的吸附物、殺蟲物質等等。矽藻土也可當作絕緣物質。

## 應用

### 室內塗料
在牆壁塗上矽藻土，可以幫助濕度控制、隔溫、隔音以提高居住品質。

### 腳踏墊
因為有極強的吸水性，日本人將其製成平時在用的腳踏墊，適用於浴室出入口、泳池等地方，人們盥洗完畢出入浴室經過矽藻土製成之腳踏墊，因其特性可迅速吸水乾燥，比傳統的布料製成的腳踏墊來的方便許多，快速乾燥也減少細菌的產生。

### 除蟲
疏松的矽藻土具有吸收液体的特性，昆蟲與矽藻土接觸後，表层油脂被矽藻土吸收，这层油脂平时能防止昆虫体内水分蒸发，一旦失去，则導致其體內水分流失而脫水死亡。
常有農夫將矽藻土噴灑在植物、土壤表面，能夠防治大部分的掠奪性昆蟲及牠們的卵，如：銀葉粉蝨、螞蟻、蚜蟲、夜盜蟲、擬尺蠖、紋白蝶、甲蟲、浮塵子、潛蠅、紅蜘蛛、薊馬、象鼻蟲、葉蝨、 蛾類、東方果蠅、葉捲虫、介殼蟲、金龜子、真菌蚊子、蟑螂、蠼螋、蟋蟀、馬陸、鐵線蟲、蛞蝓、蝸牛、鼠婦、蝗蟲、根瘤線蟲、捲葉蛾、瓜蠅、葉蟬、小菜蛾、根蛆、根蟎、青蟲、猿葉蟲等。
另外也會添加在家畜、家禽的飼料中，殺死腸胃中的蛔蟲。當矽藻土隨動物糞便排出，蒼蠅受吸引前來產卵時，產出的幼蟲接觸到矽藻土碎屑便會死亡，如此中斷了蒼蠅的生命週期，便可以根治蒼蠅問題。

## 安全考慮
吸入結晶矽藻土當中二氧化矽對肺有害，導致矽肺病。二氧化矽被認為具有低毒性，但長時間吸入會導致肺部變化。
二十世紀三十年代，方英石工人的長期職業暴露。 在幾十年中暴露於高水平的空氣結晶二氧化矽的行業被發現具有增加的矽肺病風險。
今天，當二氧化矽濃度超過允許水準時，工人需要使用呼吸防護措施。

### 引用
1. ↑  Antonides, Lloyd E.  (PDF). U.S.G.S. 1997  [2010-12-12]. （原始内容存档 (PDF)于2018-04-08）.
2. ↑  .   [2017-06-09]. （原始内容存档于2017-06-24）.
3. ↑   (PDF).   [2013-11-09]. （原始内容 (PDF)存档于2013-07-17）.
4. ↑  Hughes, Janet M.; Weill, Hans; Checkoway, Harvey; Jones, Robert N.; Henry, Melanie M.; Heyer, Nicholas J.; Seixas, Noah S.; Demers, Paul A. . American Journal of Respiratory and Critical Care Medicine. 1998, 158 (3): 807–814. ISSN 1073-449X. PMID 9731009. doi:10.1164/ajrccm.158.3.9709103.

## 外部連接
- 国际化学品安全卡0248
- CDC – NIOSH Pocket Guide to Chemical Hazards （页面存档备份，存于）
- Diatomite: Statistics and Information – USGS （页面存档备份，存于）
- Tripolite: Tripolite mineral data （页面存档备份，存于） Citat: "...A diatomaceous earth consisting of opaline silica..."
- DIATOMACEOUS EARTH: A Non Toxic Pesticide （页面存档备份，存于）
- 硅藻土:8大好處 （页面存档备份，存于）
- 珪藻土其實沒那麼神 （页面存档备份，存于）